# Poproč (Košice)
Poproč (in ungherese Jászómindszent) è un comune della Slovacchia facente parte del distretto di Košice-okolie, nella regione di Košice.